# Kobordizmus

A (W; M, N) kobordizmus

A kobordizmus a matematikában egy alapvető ekvivalenciareláció az azonos dimenziójú kompakt sokaságokon, ami a sokaságok határára utal. Két azonos dimenziójú kompakt sokaság kobordáns, ha van olyan eggyel magasabb dimenziójú sokaság, amit diszjunkt uniójuk határol.
Egy (n + 1) dimenziós W sokaság határa ∂W egy n dimenziós sokaság, ami zárt, vagyis határa az üres halmaz. Megfordítva azonban egy zárt sokaság nem szükségképpen határol egy magasabb dimenziós sokaságot. A kobordizmus elmélete azt is tanulmányozza, hogy milyen további feltételek jellemzik a határoló sokaságokat. Az elmélet eredetileg a sima sokaságokkal foglalkozott, de később kiterjedt a szakaszonként lineáris és a topologikus sokaságokra is.
Ha M és N kobordáns sokaságok, akkor kobordizmusuk egy W sokaság, aminek határa M és N diszjunkt uniója, azaz {\displaystyle \partial W=M\sqcup N}.
A kobordizmusokat úgy is tanulmányozzák, mint relációkat, és úgy is, mint sokaságokat. A kobordizmus durvábban osztályoz, mint a diffeomorfia és a homeomorfia; könnyebb vele számolni és bizonyításokat végezni. Legalább négy dimenzióban nem lehet osztályozni a sokaságokat homeomorfia és diffeomorfia szerint, ami a csoportelméleti szóprobléma megoldhatatlanságára vezethető vissza. Ez azonban nem jelent akadályt a kobordizmus számára, így kobordizmus erejéig ezekben a dimenziókban is osztályozhatók maradnak a sokaságok.
A kobordizmusok központi objektumok a geometriai és az algebrai topológiában. A geometriai topológiában közvetlenül kapcsolódnak a Morse-elmélethez, és a h-kobordizmus alapvető a magasabb dimenziós sokaságok tanulmányozásában (lásd operációelmélet). Az algebrai topológiában a kobordizmus alapvető a rendkívüli kohomológiaelméletek között, és a kobordizmusok kategóriáit a topológiai kvantummező-elméletek tanulmányozzák.

## Definíció

### Sokaságok
Ha M egy n dimenziós sokaság, akkor lokálisan homeomorf az n dimenziós valós tér ({\displaystyle \mathbb {R} ^{n}} ) egy darabjával. A határos sokaság egyes pontjaira megengedett, hogy olyan környezetük legyen, ami homeomorf az
{\displaystyle \{(x_{1},\cdots ,x_{n})\in \mathbb {R} ^{n}\mid x_{n}\geqslant 0\}} féltérrel.
Ezek a pontok a sokaság határpontjai.

### Kobordizmusok
Egy (n + 1) dimenziós kobordizmus egy (W; M, N, i, j) ötös, ahol W egy (n + 1) dimenziós kompakt differenciálható határos sokaság, M, N zárt n-sokaságok, és i : M ⊂ ∂W, j : N ⊂ ∂W beágyazások. Ezeknek a beágyazásoknak a képei diszjunktak,
{\displaystyle \partial W=i(M)\sqcup j(N)~.}
Ezt általában rövidítve használják, formája (W; M, N). M és N kobordánsak, ha van ilyen kobordizmus. Egy adott M-mel kobordáns sokaságok M kobordizmusosztályát alkotják.
Minden zárt M sokaság határa a nem kompakt M × [0, 1) sokaságnak. Ezért megkövetelik, hogy a fenti W kobordizmus kompakt sokaság legyen. Jegyezzük meg azonban, hogy az összefüggőség nem követelmény; emiatt, ha M = ∂W1 és N = ∂W2, akkor M és N kobordánsak.

### Példák

Kobordizmus egy kör (fent) és két kör között (lent)

A legegyszerűbb példa az I = [0, 1] egységintervallum. Ez egy dimenziós kobordizmus a {0}, {1} 0 dimenziós sokaságok között. Általában, minden zárt sokaságra M, (M × I; {0}, {1}) kobordizmus M × {0} és M × {1} között.
Ha M egy körből, N pedig két körből áll, akkor egy nadrág kobordizmus M és N között. Egy egyszerűbb kobordizmus három diszjunkt zárt körlemez.
A nadrág egy általánosabb elvet illusztrál: bármely M n dimenziós sokaságra az {\displaystyle M\sqcup M'} diszjunkt unió kobordáns az {\displaystyle M\#M'} összefüggő összeggel. Ebből a fenti példa azzal kapható, hogy az {\displaystyle \mathbb {S} ^{1}\#\mathbb {S} ^{1}} összefüggő összeg izomorf {\displaystyle \mathbb {S} ^{1}}-gyel. Az {\displaystyle M\#M'} összefüggő összeg az {\displaystyle M\sqcup M'} diszjunkt unióból kapható operációval az {\displaystyle \mathbb {S} ^{0}\times \mathbb {D} ^{n}} beágyazásán {\displaystyle M\sqcup M'}-be. A kobordizmus az operáció nyoma.

### Terminológia
Egy n-sokaság nullkobordáns, ha kobordáns az üres halmazzal, más szóval, ha egy n+1-sokaság határa. Például a kör nullkobordáns, mivel körlemezt határol, és hasonlóan, a magasabb dimenziós gömbfelületek is nullkobordánsak. Minden irányítható felület nullkobordáns, mert több összeragasztott tóruszból álló test határoló felülete. Viszont a 2n dimenziós {\displaystyle \mathbb {P} ^{2n}(\mathbb {R} )} valós projektív tér, habár kompakt és zárt, nem nullkobordáns, mert nem határol sokaságot.
Az általános kobordizmusprobléma a különféle feltételeknek eleget tevő sokaságok kobordizmusosztályainak megállapítását tűzi ki.
A nullkobordizmusok a kitöltő struktúrával együtt kitöltést alkotnak. Vannak szerzők, akik a bordizmust a kobordizmussal felcserélhetőnek tartják, míg mások megkülönböztetik őket. Ha valaki meg akarja különböztetni a sokaságot a relációtól, akkor a sokaság a kobordizmus, a reláció a bordizmus.
A kobordizmus szó a francia bord szóból ered, ami határt jelent. A ko- előtaggal együtt közösen határolót jelent, így M és N kobordáns, ha közösen határolnak egy sokaságot. Továbbá a kobordizmuscsoportok rendkívüli kohomológiaelméletet alkotnak, ami egy további kapcsolódási pont a ko- előtaghoz.

### Változatok
A fenti definíció a legalapvetőbb változat, amire irányítatlan bordizmusként is utalnak. A sokaságok lehetnek irányítottak, vagy hordozhatnak további struktúrát is, például G-struktúrát. Eszerint értelmezhető az irányított kobordizmus és a G-struktúrák kobordizmusa. Megfelelő feltételek teljesülése esetén ezek gyűrűt alkotnak, az {\displaystyle \Omega _{*}^{G}} kobordizmusgyűrűt, ahol az összeadás a diszjunkt unió és a szorzás a Descartes-szorzat. Az {\displaystyle \Omega _{*}^{G}} kobordizmuscsoportok az általánosított homológiaelmélet együtthatócsoportjai.
Ha további struktúra is van, akkor azt a jelölésnek is tartalmaznia kell; W struktúrája M és N struktúrájának bővítése. A G = O irányítatlan kobordizmusra, G = SO irányított kobordizmusra, és G = U komplex kobordizmusra utal, ami stabil komplex sokaságokat használ. További részletekért lásd Stong könyvét.
Hasonlóan, az operációelméletben a normál leképezések operációja egy standard eszköz. Ezzel a normális leképezésből egy másik, ugyanahhoz a kobordizmusosztályhoz tartozó normális leképezést kapunk.
A vizsgált sokaságok típusa alapján is lehet különbséget tenni, így a differenciálható sokaságokon kívül vizsgálhatók szakaszonként lineáris vagy topologikus sokaságok is. Ezekből adódnak a {\displaystyle \Omega _{*}^{PL}(X),\Omega _{*}^{TOP}(X)} kobordizmuscsoportok, amiket nehezebb számítani, mint a differenciálható sokaságokat.

## Konstrukciók operációval
Emlékeztetőül jegyezzük meg, hogy ha X, Y határolt sokaság, akkor a szorzat sokaság határa ∂(X × Y) = (∂X × Y) ∪ (X × ∂Y).
Ha most adva van egy n = p + q dimenziós M sokaság, és a {\displaystyle \varphi :\mathbb {S} ^{p}\times \mathbb {D} ^{q}\subset M,} beágyazás, akkor definiáljuk az N n dimenziós sokaságot a következőképpen:
{\displaystyle N:=(M-\operatorname {int~im} \varphi )\cup _{\varphi |_{\mathbb {S} ^{p}\times \mathbb {S} ^{q-1}}}(\mathbb {D} ^{p+1}\times \mathbb {S} ^{q-1})}
ami operációkkal: kivágjuk {\displaystyle \mathbb {S} ^{p}\times \mathbb {D} ^{q}} belsejét, és összeragasztjuk az {\displaystyle \mathbb {D} ^{p+1}\times \mathbb {S} ^{q-1}} -nek a határuk mentén
{\displaystyle \partial \left(\mathbb {S} ^{p}\times \mathbb {D} ^{q}\right)=\mathbb {S} ^{p}\times \mathbb {S} ^{q-1}=\partial \left(\mathbb {D} ^{p+1}\times \mathbb {S} ^{q-1}\right).}
Az operáció nyoma
{\displaystyle W:=(M\times I)\cup _{\mathbb {S} ^{p}\times \mathbb {D} ^{q}\times \{1\}}(\mathbb {D} ^{p+1}\times \mathbb {D} ^{q})}
egy elemi (W; M, N) kobordizmust definiál. Jegyezzük meg, hogy M az N-ből a {\displaystyle \mathbb {D} ^{p+1}\times \mathbb {S} ^{q-1}\subset N.} sokaságon végzett operációval kapható. Ezt az operáció megfordításának nevezzük.
Minden kobordizmus elemi kobordizmusok uniója, ahogy azt Morse, Thom és Milnor megmutatta.

### Példák az operációra

1. ábra

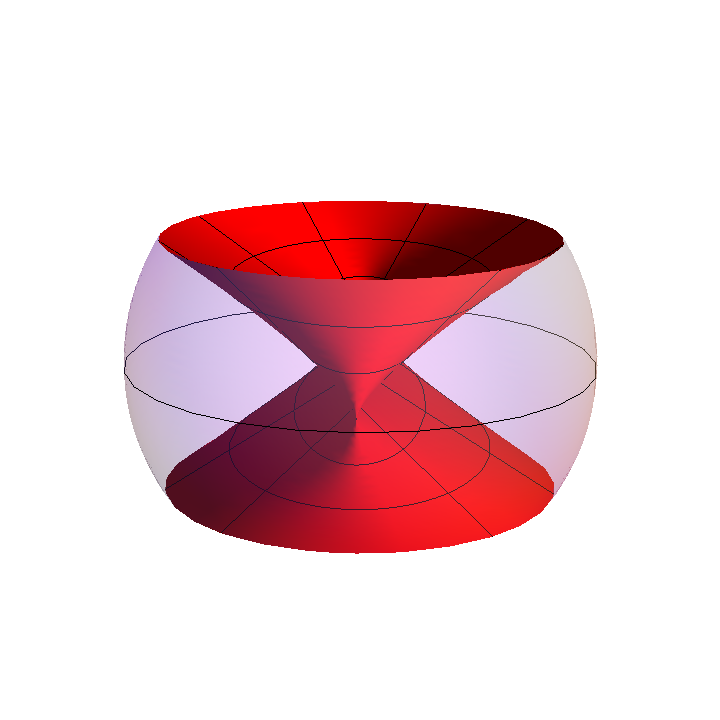
2c. ábra. Ez az alakzat nem ágyazható be a három dimenziós térbe

A fenti definíció alapján egy körön végzett operáció az {\displaystyle \mathbb {S} ^{0}\times \mathbb {D} ^{1}} egy másolatának kivágásából és a {\displaystyle \mathbb {D} ^{1}\times \mathbb {S} ^{0}.} sokaságba való ragasztásból áll. Ahogy az 1. ábra mutatja, vagy egy {\displaystyle \mathbb {S} ^{1}}, vagy két {\displaystyle \mathbb {S} ^{1}} az eredmény.

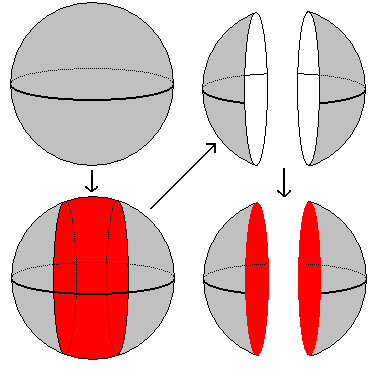
2a. ábra

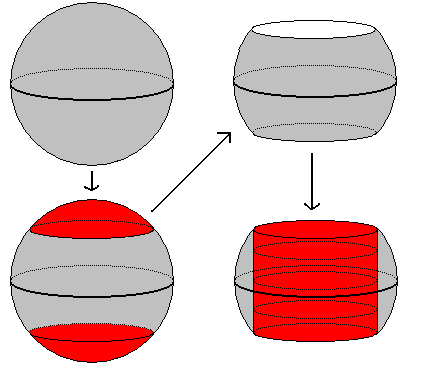
2b. ábra

A 2-gömbön végzett operációra több lehetőség is adódik, mivel kivághatunk egy {\displaystyle \mathbb {S} ^{0}\times \mathbb {D} ^{2}} sokaságot vagy egy {\displaystyle \mathbb {S} ^{1}\times \mathbb {D} ^{1}} sokaságot.
- (a) {\displaystyle \mathbb {S} ^{1}\times \mathbb {D} ^{1}}: A henger eltávolításával a gömbből két körlemez marad vissza. Ezeket odaragasztjuk {\displaystyle \mathbb {S} ^{0}\times \mathbb {D} ^{2}}-hez, aminek az eredménye két diszjunkt gömb. (2a. ábra)

- (b){\displaystyle \mathbb {S} ^{0}\times \mathbb {D} ^{2}}: A két {\displaystyle \mathbb {S} ^{0}\times \mathbb {D} ^{2},} körlemez kivágásával az {\displaystyle \mathbb {S} ^{1}\times \mathbb {D} ^{1}} hengerbe ragasztunk vissza. A ragasztó leképezés irányától függően két eredmény lehetséges. Ha a leképezés iránya megegyezik a határkörök irányításával, akkor egy {\displaystyle \mathbb {S} ^{1}\times \mathbb {S} ^{1}} tóruszt kapunk. Ha különbözik, akkor az eredmény egy Klein-palack (2c. ábra).

## Morse-függvények
Tegyük fel, hogy f Morse-függvény egy (n + 1) dimenziós sokaságon, és hogy c kritikus érték, aminek ősképe egy elemű. Ha ennek a pontnak az indexe p + 1, akkor az N := f−1(c + ε) szinthalmaz megkapható az M := f−1(c − ε) sokaságból p-operációval. A W := f−1([c − ε, c + ε]) inverz kép egy (W; M, N) kobordizmust definiál, ami azonosítható az operáció nyomával.
Adott (W; M, N) kobordizmushoz van egy f : W → [0, 1] sima függvény úgy, hogy f−1(0) = M, f−1(1) = N. Általános helyzetben feltehető, hogy f Morse, így minden kritikus pontja W belsejébe esik. Ekkor f a kobordizmus Morse-függvénye. A (W; M, N) kobordizmus az M-en végzett operációsorozatok nyomainak uniója, és f minden egyes kritikus pontjához tartozik egy. A W sokaság M × [0, 1]-ből kapható, ha annyi fület (handle) teszünk rá, ahány kritikus pontja van f-nek.
A Morse/Smale-tétel szerint egy kobordizmus f Morse-függvényének folyamvonalai a (W; M, N) fülfelbontását adják. Megfordítva, ha ismert egy kobordizmus fülfelbontása, akkor az egy alkalmas Morse-függvényből származtatható. Megfelelően normalizált körülmények között ez egy-egyértelmű megfeleltetést ad a kobordizmus Morse-függvényei és fülfelbontásai között.

## Kategóriaelméleti aspektusok
A kobordizmusok saját jogukon tanulmányozható objektumok, eltekintve a kobordizmusosztályoktól. A kobordizmusok kategóriát alkotnak, aminek objektumai a zárt sokaságok és morfizmusai a kobordizmusok. A kompozíció a bordizmusok összeragasztása határuknál; az (W; M, N) és (W′; N, P) összeragasztása azonosítja az első bordizmus jobb határát a második bordizmus bal határával. A kobordizmus a kospan egy fajtája: M → W ← N, de a kobordizmusok kategóriája nem a kospan kategória, csak annak egy alkategóriája. Az viszont igaz, hogy tőrkompakt kategória.
Egy topológiai kvantummező-elmélet monoideális funktor a kobordizmusok kategóriájából a vektorterek kategóriájába. Azaz ez egy funktor, aminek értéke sokaságok diszjunkt unióján ekvivalens a tagokon felvett értékeinek tenzorszorzatával.
Alacsony dimenzióban a bordizmus kérdése triviálisan megválaszolható, de a kobordizmusok kategóriája továbbra is érdekes. Például a körvonalhoz ragasztott körlap megfelel egy nulláris műveletnek, míg a henger egy unáris műveletnek, a nadrág pedig egy bináris műveletnek feleltethető meg.

## Irányítatlan kobordizmus
Az n dimenziós irányítatlan és zárt sokaságok kobordizmusainak halmazát {\displaystyle {\mathfrak {N}}_{n}} jelöli. A diszjunkt unióval ellátva Abel-csoportot alkot. Speciálisan, ha [M] és [N] rendre az M és N kobordizmusosztályait jelöli, akkor {\displaystyle [M]+[N]=[M\sqcup N]}. Ez egy jóldefiniált művelet. Az egységelem, illetve additív jelölés miatt nullelem az {\displaystyle [\emptyset ]} osztály, ami azokat a sokaságokat tartalmazza, amelyek önmagukban egy sokaságot határolnak. Továbbá minden M sokaságra teljesül, hogy {\displaystyle [M]+[M]=[\emptyset ]}, mivel {\displaystyle M\sqcup M=\partial (M\times [0,1])}. Ezzel {\displaystyle {\mathfrak {N}}_{n}} vektortér az {\displaystyle \mathbb {F} _{2}} két elemű test fölött. A sokaságok Descartes-szorzata egy {\displaystyle [M][N]=[M\times N]} szorzást definiál, így
{\displaystyle {\mathfrak {N}}_{*}=\sum _{n\geqslant 0}{\mathfrak {N}}_{n}}
fokozatos algebra, ahol a fokozatok a dimenziók.
Az {\displaystyle [M]\in {\mathfrak {N}}_{n}} kobordizmusosztályt meghatározza az n dimenziós M sokaság Stiefel–Whitney-féle karakterisztikus száma, ami az érintő bundle stabil izomorfizmusosztályaitól függ. Ezért, ha M-nek van stabil triviális érintő bundle-ja, akkor {\displaystyle [M]=0\in {\mathfrak {N}}_{n}}. 1954-ben René Thom bizonyította, hogy
{\displaystyle {\mathfrak {N}}_{*}=\mathbb {F} _{2}\left[x_{i}|i\geqslant 1,i\neq 2^{j}-1\right]}
az {\displaystyle x_{i}} generátoros polinomalgebra minden {\displaystyle i\neq 2^{j}-1} dimenzióban. Emiatt két n dimenziós sokaság, N és M kobordáns, {\displaystyle [M]=[N]\in {\mathfrak {N}}_{n},} akkor és csak akkor, ha az {\displaystyle i\geqslant 1,i\neq 2^{j}-1} egészek minden {\displaystyle (i_{1},\cdots ,i_{k})} k-asára, ahol {\displaystyle i_{1}+\cdots +i_{k}=n} a
{\displaystyle \left\langle w_{i_{1}}(M)\cdots w_{i_{k}}(M),[M]\right\rangle =\left\langle w_{i_{1}}(N)\cdots w_{i_{k}}(N),[N]\right\rangle \in \mathbb {F} _{2}}
Stiefel-Whitney-számok, ahol {\displaystyle w_{i}(M)\in H^{i}(M;\mathbb {F} _{2})} az i-edik Stiefel-Whitney-osztály, és {\displaystyle [M]\in H_{n}(M;\mathbb {F} _{2})} az {\displaystyle \mathbb {F} _{2}}-együttható fundamentális osztály.
Páros i esetén választhatjuk, hogy {\displaystyle x_{i}=[\mathbb {P} ^{i}(\mathbb {R} )]}, ami az i dimenziós projektív tér osztálya.
Az alacsony dimenziós irányítatlan kobordizmuscsoportok:
{\displaystyle {\begin{aligned}{\mathfrak {N}}_{0}&=\mathbb {Z} /2,\\{\mathfrak {N}}_{1}&=0,\\{\mathfrak {N}}_{2}&=\mathbb {Z} /2,\\{\mathfrak {N}}_{3}&=0,\\{\mathfrak {N}}_{4}&=\mathbb {Z} /2\oplus \mathbb {Z} /2,\\{\mathfrak {N}}_{5}&=\mathbb {Z} /2.\end{aligned}}}
Ez mutatja, hogy például az irányítatlan három dimenziós zárt sokaságok határolt négy dimenziós sokaságot határolnak.
Az M irányítatlan sokaság {\displaystyle \chi (M)\in \mathbb {Z} } Euler-karakterisztikája irányítatlan kobordizmusinvariáns. Ez következik az alábbi egyenletből:
{\displaystyle \chi _{\partial W}=\left(1-(-1)^{\dim W}\right)\chi _{W}}
minden kompakt sokaságra, aminek határa {\displaystyle W}.
Innen {\displaystyle \chi :{\mathfrak {N}}_{i}\to \mathbb {Z} /2} jóldefiniált csoporthomomorfizmus. Például minden {\displaystyle i_{1},\cdots ,i_{k}\in \mathbb {N} }-ra:
{\displaystyle \chi \left(\mathbb {P} ^{2i_{1}}(\mathbb {R} )\times \dots \times \mathbb {P} ^{2i_{k}}(\mathbb {R} )\right)=1.}
Például a valós topologikus terek szorzata nem nullkobordáns. A mod 2 Euler-karakterisztika leképezés {\displaystyle \chi :{\mathfrak {N}}_{2i}\to \mathbb {Z} /2} minden {\displaystyle i\in \mathbb {N} ,}-re, és csoportizomorfizmus, ha {\displaystyle i=1.}
Továbbá, mivel {\displaystyle \chi (M\times N)=\chi (M)\chi (N)}, ezek a csoporthomomorfiák együtt kiadják fokozatos algebrák homomorfiáját:
{\displaystyle {\begin{cases}{\mathfrak {N}}\to \mathbb {F} _{2}[x]\\{}[M]\mapsto \chi (M)x^{\dim(M)}\end{cases}}}

## További szerkezettel ellátott sokaságok kobordizmusa
A kobordizmus azokra a sokaságokra is definiálható, amelyek további szerkezettel is bírnak, például irányítottak. Ezt formálisan X-szerkezettel, más néven G-szerkezettel definiálják.
Röviden, az M egy immerziójának egy ν normális bundle-ja egy elég nagy dimenziójú {\displaystyle \mathbb {R} ^{n+k}} euklidészi térbe leképezést ad M-ről a Grassmannianba, ami az ortogonális csoport klasszifikáló terének altere: ν: M → Gr(n, n + k) → BO(k).
Terek és leképezések Xk → Xk+1 leképezésekkel adott halmaza,
ha kompatibilis az Xk → BO(k) az BO(k) → BO(k+1) inklúziókkal, :akkor egy X-struktúra a ν felemelése egy {\displaystyle {\tilde {\nu }}:M\to X_{k}} leképezéssé.
Csak az adott X-struktúrájú sokaságokat és kobordizmusokat tekintve a kobordizmus egy általánosabb jelentéséhez jutunk. Például Xk lehet BG(k), ahol G(k) → O(k) egy csoporthomomorfizmus. Erre G-struktúraként hivatkoznak. Egy további példa az G = O, ahol O az ortogonális csoport, ami az irányítatlan kobordizmust adja vissza. Az SO(k) csoport, ami az irányított sokaságokat jellemzi. Lehet az U(k) unitér csoport, a spincsoport, vagy a triviális csoport, ami a keretes kobordizmust eredményezi.
Magát a kobordizmust az irányítatlan esethez hasonlóan definiálják, és jelölésük {\displaystyle \Omega _{*}^{G}}.

### Irányított kobordizmus
Az irányított kobordizmus az irányított sokaságokra vonatkozik, ami a sokaságok esetén SO-struktúrát jelent. A (W, M, N) kobordizmus határa {\displaystyle M\sqcup (-N)}, ahol a - előjel az irányítás megfordítását jelenti. Például, az M × I henger határa {\displaystyle M\sqcup (-M)}; a két határvonal irányítása ellentétes. Ez megfelel a rendkívüli kohomológiaelmélet definíciójának is.
Ellentétben az irányítatlan esettel, 2M általában nem irányított sokaság, így 2[M] ≠ 0 az {\displaystyle \Omega _{*}^{\text{SO}}} eleme.
Az irányítatlan kobordizmuscsoportot modulo torzió megadja a következő:
{\displaystyle \Omega _{*}^{\text{SO}}\otimes \mathbb {Q} =\mathbb {Q} \left[y_{4i}|i\geqslant 1\right],}
az irányított kobordizmusosztályok által generált polinomalgebra
{\displaystyle y_{4i}=\left[\mathbb {P} ^{2i}(\mathbb {C} )\right]\in \Omega _{4i}^{\text{SO}}}
a komplex projektív tereket jellemzi. (Thom, 1952) Az {\displaystyle \Omega _{*}^{\text{SO}}} irányított kobordizmuscsoportot a Stiefel–Whitney és Pontrjagin karakterisztikus számok határozzák meg. (Wall, 1960) Két irányított sokaság akkor és csak akkor irányított kobordáns, ha Stiefel–Whitney és Pontrjagin-számaik is egyenlőek.
Az alacsony dimenziós irányított kobordizmuscsoportok:
{\displaystyle {\begin{aligned}\Omega _{0}^{\text{SO}}&=\mathbb {Z} ,\\\Omega _{1}^{\text{SO}}&=0,\\\Omega _{2}^{\text{SO}}&=0,\\\Omega _{3}^{\text{SO}}&=0,\\\Omega _{4}^{\text{SO}}&=\mathbb {Z} ,\\\Omega _{5}^{\text{SO}}&=\mathbb {Z} _{2}.\end{aligned}}}
Egy irányított 4i dimenziós M sokaság szignatúrája definiálható, mint a {\displaystyle H^{2i}(M)\in \mathbb {Z} } alakú metszet szignatúrája, és {\displaystyle \sigma (M)} jelöli. Ez egy irányított kobordizmusinvariáns, ami kifejezhető a Pontrjagin-számokkal Hirzebruch szignatúratétele szerint.
Például, minden i1, ..., ik ≥ 1 indexre
{\displaystyle \sigma \left(\mathbb {P} ^{2i_{1}}(\mathbb {C} )\times \cdots \times \mathbb {P} ^{2i_{k}}(\mathbb {C} )\right)=1.}
A {\displaystyle \sigma :\Omega _{4i}^{\text{SO}}\to \mathbb {Z} } szignatúraleképezés i ≥ 1 esetén a teljes kiindulási halmazott értelmezett beleképezés, ami i = 1 esetén izomorfizmus.

## A kobordizmus mint rendkívüli kohomológiaelmélet
Minden vektorbundleelméletnek (valós, komplex, …) van rendkívüli kohomológiaelmélete, amit K-elméletnek hívnak. Hasonlóan, minden ΩG kobordizmusnak van rendkívüli kohomológiaelmélete, aminek homológiacsoportja az {\displaystyle \Omega _{n}^{G}(X)} bordizmusok, és kohomológiacsoportjai az {\displaystyle \Omega _{G}^{n}(X)} csoportok minden X térre. Az {\displaystyle \Omega _{*}^{G}(X)} általánosított kohomológiacsoportok kovariánsak X-ben, és az {\displaystyle \Omega _{G}^{*}(X)} általánosított kohomológiacsoportok kontravariánsak X-ben. Eszerint a nézőpont szerint a fent definiált bordizmuscsoportok egy pont homológiacsoportjai: {\displaystyle \Omega _{n}^{G}=\Omega _{n}^{G}({\text{pt}})}. Ekkor {\displaystyle \Omega _{n}^{G}(X)} az (M, f) bordizmusosztályainak csoportja, ahol M zárt n dimenziós sokaság G-struktúrával, és f : M → X egy leképezés. Az (M, f), (N, g) párok bordánsak, ha van (W; M, N) G-kobordizmus, hogy van h : W → X leképezés, aminek leszűkítése M-re f, és N-re g.
Ha M egy n dimenziós sokaság, akkor fundamentális homológiaosztálya [M] ∈ Hn(M), aminek együtthatói általános esetben {\displaystyle \mathbb {Z} /2} elemei, és {\displaystyle \mathbb {Z} } elemei az irányított esetben. Ez definiálja a természetes
{\displaystyle {\begin{cases}\Omega _{n}^{G}(X)\to H_{n}(X)\\(M,f)\mapsto f_{*}[M]\end{cases}}}
transzformációt, ami általában izomorfizmus.
Egy tér bordizmus- és kobordizmuselméletei eleget tesznek az Eilenberg–Steenrod-axiómáknak, kivéve a dimenzióaxiómát. Ez nem jelenti azt, hogy a {\displaystyle \Omega _{G}^{n}(X)} csoportok hatékonyan kiszámíthatók, ha ismerjük egy pont kobordizmuselméletét és az X tér homológiáját, habár az [Atiyah–Hirzebruch-spektrálsorozat kiindulási pontot ad a számításokhoz. A számolás csak akkor egyszerű, ha a szóban forgó kobordizmuselmélet közönséges homológiaelméletek szorzata. Ekkor a bordizmuscsoportok éppen az
{\displaystyle \Omega _{n}^{G}(X)=\sum _{p+q=n}H_{p}(X;\Omega _{q}^{G}({\text{pt}})).}
közönséges homológiacsoportok. Ez azonban csak az irányítatlan kobordizmusokra igaz; a többi eset általában nem redukálható közönséges homológiára ezen a módon, így a keretes kobordizmus, az irányított és a komplex kobordizmus sem. A komplex kobordizmus az algebrai topológia hasznos számítási eszköze, például gömbök homotópiacsoportjai.
A kobordizmuselméletet a Thom-spektrális MG reprezentálja: adott G csoport esetén a Thom-spektrum a BGn klasszifikáló terek fölötti standard vektorbundle-k MGn Thom-tereiből áll. Meg kell jegyeznünk, hogy a Thom-spektrumok hasonló csoportok esetén is nagyon különböznek; MSO és MO nagyon különböznek, tükrözve az irányított és az irányítatlan kobordizmus különbségét.
A spektrumok szempontjából az irányítatlan kobordizmus az Eilenberg–MacLane-spektrumok szorzata: MO = H(π∗(MO)), míg az irányított kobordizmus az Eilenberg–MacLane-spektrumok szorzata racionálisan és a kettőnél, de nem a páratlan prímeknél. Az irányított MSO spektrum jóval összetettebb, mint a nem irányított MO spektrum.

## Fordítás
- Ez a szócikk részben vagy egészben  a   Cobordism című angol Wikipédia-szócikk fordításán alapul.  Az eredeti cikk szerkesztőit annak laptörténete sorolja fel. Ez a jelzés csupán a megfogalmazás eredetét és a szerzői jogokat jelzi, nem szolgál a cikkben szereplő információk forrásmegjelöléseként.